# أياكو يوشيدا
أياكو يوشيدا (باليابانية: 吉田理子) هي مجدفة يابانية، ولدت في 28 أبريل 1976 في محافظة آوموري في اليابان.

## وصلات خارجية
- أياكو يوشيدا على موقع الاتحاد الدولي للتجديف (الإنجليزية)
- أياكو يوشيدا على موقع اللجنة الأولمبية الدولية (الإنجليزية)
- أياكو يوشيدا على موقع أوليمبيديا (الإنجليزية)